# Hilda Cameron
Hilda May Cameron (później Young, ur. 14 sierpnia 1912 w Toronto, zm. 24 kwietnia 2001 tamże) – kanadyjska lekkoatletka specjalizująca się w krótkich biegach sprinterskich, uczestniczka letnich igrzysk olimpijskich w Berlinie (1936), brązowa medalistka olimpijska w biegu sztafetowym 4 × 100 metrów.

## Sukcesy sportowe
| Rok  | Miasto | Zawody                         | Konkurencja        | Wynik         |
| ---- | ------ | ------------------------------ | ------------------ | ------------- |
| 1934 | Londyn | Igrzyska Imperium Brytyjskiego | bieg na 220 jardów | 5. miejsce    |
| 1936 | Berlin | Igrzyska olimpijskie           | sztafeta 4 × 100 m | brązowy medal |

## Rekordy życiowe
- bieg na 100 metrów – 12,3 – Montreal 10/07/1936[2]
- bieg na 200 metrów – 25,6 – Londyn 07/07/1934